# کاباس
کاباس (به اسپانیایی: Cabacés) یک منطقهٔ مسکونی در اسپانیا است که در پرورات واقع شده‌است. کاباس ۳۱٫۳ کیلومتر مربع مساحت دارد.